# Rotolo Topkapı

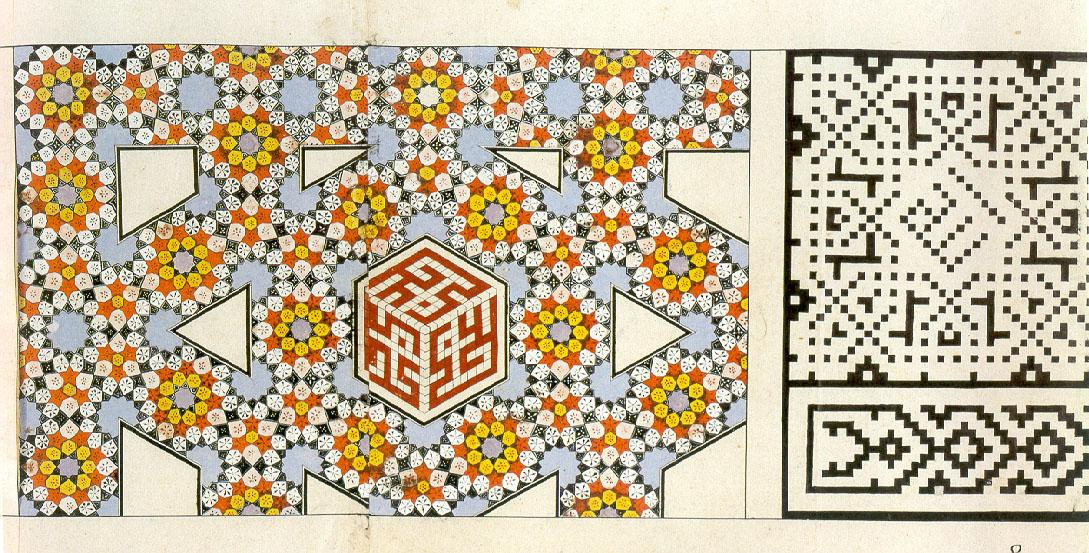
Due modelli vicini del rotolo Topkapı. I caratteri cufici sotto forma di un cubo al centro del modello di sinistra.

Il Rotolo Topkapı (in turco Topkapı Parşömeni) è un modello di rotolo della dinastia timuride nella collezione del museo Palazzo di Topkapı a Istanbul.
Il rotolo è una preziosa fonte di informazioni, composto da 114 modelli che potrebbero essere stati utilizzati sia indirettamente che direttamente dagli architetti per creare i modelli di piastrelle in molte moschee in tutto il mondo, tra cui le tassellature girih quasicristalli dal Darb-e Imam.

## Proprietà fisiche
Il rotolo misura 33 cm di larghezza e 29,5 m di lunghezza, ed è srotolabile su ogni lato. Un'estremità del rotolo è fissata ad un rullo di legno, e l'altra estremità è incollata un pezzo di cuoio protettivo.
Un certo numero di pezzi di pergamena con vari modelli vengono applicati sul rotolo. Le differenze nel bordo di alcuni disegni indicano che il Rotolo Topkapı consiste di due differenti pergamente fissate insieme. Il fatto che non sia usurato dà origine al pensiero che non è fatto per essere usato come documento di riferimento nel laboratorio di un artigiano, piuttosto si tratta di un lavoro da mostrare nel palazzo. È stato probabilmente un record di lavori di piastrellatura svolto nel palazzo.
Il rotolo è stato creato da una sola persona. La maggior parte dei modelli sono stati elaborati su due pezzi di pergamena che sono stati messi insieme, e poi incollati sulla pergamena. Il posizionamento dei modelli sul rotolo sono un po' disorganizzati. I modelli di temi simili sono messi a parte, e alcuni modelli sono formati su due pezzi di pergamena che vengono combinati imperfettamente.
Il timbro sulla pergamena "H1956" indica che è stato registrato nell'inventario del dipartimento del Tesoro del Palazzo di Topkapı.
Un'edizione del rotolo è stata pubblicata con un ampio commento, ma è ormai fuori stampa.

## Storia

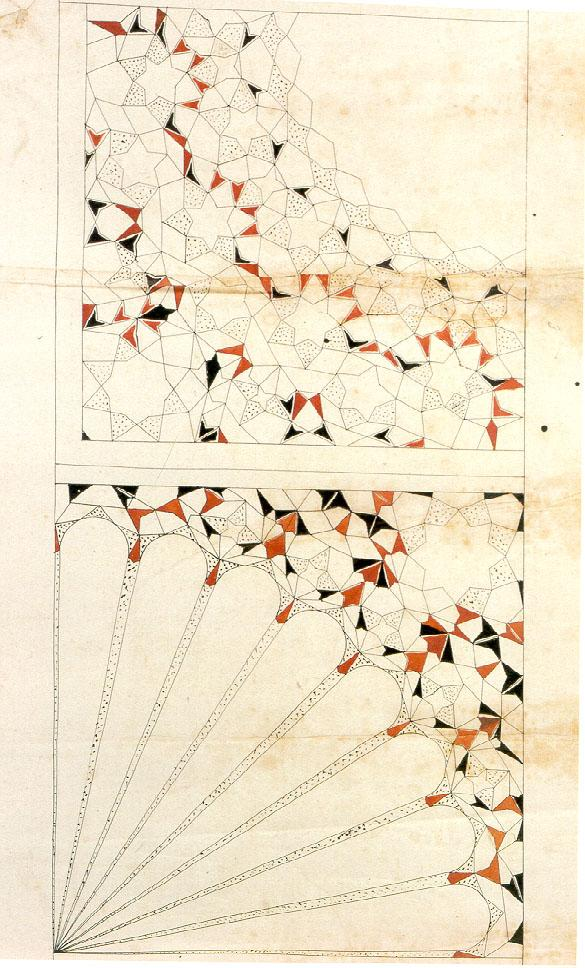
Un quarto di cupola con muqarnas - sotto forma di una conchiglia (in alto), nella forma di una radiale, come ventaglio (in basso)

Il rotolo Topkapi è stato presumibilmente preparato in Iran durante la dinastia safavide, alla fine del XV secolo o all'inizio del XVI secolo. Una somiglianza tra alcuni dei modelli sul rotolo Topkapi e un pannello di piastrelle nella moschea del venerdì a Yazd indica che questo rotolo è stato creato a Tabriz. D'altro canto, è possibile che il rotolo sia stato fatto a Shiraz perché consiste principalmente di muqarnas sotto forma di un ventaglio tenuto in mano e sollevato da Al-Kashi come di Shiraz. Esso può essere stato saccheggiato dagli ottomani dopo la guerra ottomano-safavide (1578-90).
Le muqarnas sulla pergamena, che sono per lo più in forma di ventaglio, riflettono lo stile architettonico della dinastia timuride, i Turkmeni in Iran e in Asia centrale. Al contrario, le mouqarnas al Cairo sono in forma di conchiglia.
Il rotolo Topkapi è stato scoperto nel 1986. Gülru Necipoğlu della Harvard University ha pubblicato un libro in cui descrive il rotolo con le copie dei suoi modelli. Il libro è stato tradotto in persiano da Mihrdad Kayyumi Bidhind sotto il titolo Handasa va Tazyin dar Mi‘mari-yi Islami: Tomar-i Topkapı (Tahran, Kitabkhana-yi Milli-yi Iran, 1379).

## Il contenuto

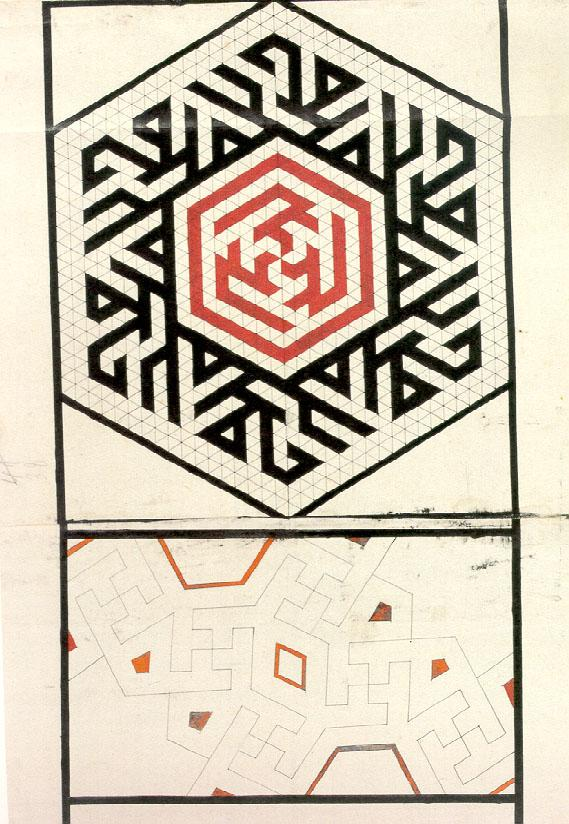
Esagono con scritte cufiche di Maometto (Muḥammad ibn 'Abd Allah) ripetute sei volte e di Ali (Ali Ibn Abi Talib) ripetute tre volte a simmetria di rotazione

Il rotolo è costituito da 114 motivi geometrici disegnati con inchiostro e colorante. Esso mostra ornamenti decorativi presenti sulle pareti e le cupole delle strutture costruite tra il X e il XVI secolo durante la dinastia timuride. È stata una guida per i progetti architettonici visto nei complessi di muqarnaṣ, girih, pannelli a mosaico e piastrelle colorate. Il rotolo non parla di come quei modelli sono costruiti, e non ha alcuna data o firma.
Le figure bidimensionali rendono chiaro come possano essere impiegate per gli oggetti ornamentali a tre dimensioni.
Una delle caratteristiche del rotolo Topkapi è che include la calligrafia araba chiamata cufica quadrata o geometrica. Questo tipo scrittura è stata vista per la prima volta nell'Ilkhanato, e fu presumibilmente creata per ispirazione da caratteri cinesi a forma rettangolare. Uno dei modelli sul Rotolo Topkapi, che corrisponde a una struttura architettonica esistente, è l'iscrizione cufica disegnata per banna'i, in cui si alternano piastrelle con mattoni semplici per creare dei motivi geometrici sulla superficie di un muro. Quasi esattamente lo stesso di questo schema viene trovato sul cancello di una moschea a Varzaneh.
Alcuni dei modelli mostrano l'applicazione dei principi geometrici alle tradizioni islamiche. Ad esempio, la parola Muhammad (Muḥammad ibn'Abd Allāh) viene ripetuta sei volte lungo i lati dell'esagono, e la parola Ali (Ali Ibn Abi Talib) tre volte in un saggio rotante nell'esagono interno.
Un modello sul rotolo è costituito da stelle geometriche a nove e undici punte, ed altre figure di stella a tredici e sedici punte. Nella tecnica islamica, questo tipo di stelle sono state sviluppate mediante la piegatura di alcuni schemi lungo i lati di un quadrato.
Alcuni dei disegni sul rotolo sono formati da modelli sovrapposti con scale differenti. Questa caratteristica appare spesso nell'architettura islamica. I modelli dettagliati all'interno di un ornamento appaiono quando ci si avvicina ad un edificio con figure, che sono difficili da percepire a distanza.